# Azteca xanthochroa
Azteca xanthochroa är en myrart som först beskrevs av Julius Roger 1863.  Azteca xanthochroa ingår i släktet Azteca och familjen myror. Inga underarter finns listade.